# حفل توزيع جوائز الأوسكار الحادي والثلاثون
حفل توزيع جوائز الأوسكار الحادي والثلاثون (بالإنجليزية: 31st Academy Awards)‏ هو حدث نظمته أكاديمية فنون وعلوم الصور المتحركة لتكريم أفضل الأفلام لسنة 1958. أقيم الحفل بتاريخ 6 أبريل، 1959 في مسرح آر. كي. كو. بانتجس، هوليوود، كاليفورنيا. قامت شبكة هيئة الإذاعة الوطنية ببثّ الحفل، وقدّمه جيري لويس، ومورت سال، وتوني راندال، وبوب هوب، وديفيد نيفن، ولورنس أوليفيه. في هذه الدورة، فاز فيلم جيجي بجائزة أفضل فيلم، وحاز الممثّل ديفيد نيفن على جائزة أفضل ممثّل، ونالت الممثلة سوزان هيوارد جائزة أفضل ممثّلةٍ، وكانت جائزة الأوسكار لأفضل مخرج من نصيب المخرج فينسنت مينيللي.
أكثر الأفلام ترشيحاً للحصول على جوائز كانت فيلم المتحديان وجيجي حيث تلقّين 9 ترشيحات، بينما أكثرها فوزاً كان فيلم جيجي حيث فاز بـ 9 جوائز.

## الجوائز
- جائزة أفضل فيلم:

جيجي
- جائزة أفضل مخرج:

فينسنت مينيللي
- جائزة أفضل ممثّل:

ديفيد نيفن
- جائزة أفضل ممثّلة:

سوزان هيوارد
- جائزة أفضل ممثّل مساعد:

برل آيفيس
- جائزة أفضل ممثّلة مساعدة:

ويندي هيلر
- جائزة أفضل سيناريو مقتبس:

جيجي - آلان جي لرنر
- جائزة أفضل موسيقى تصويريّة:

جيجي والعجوز والبحر
- جائزة أفضل تأثيرات بصريّة:

قبضة توم
- جائزة أفضل خلط أصوات:

جنوب المحيط الهادىء

## وصلات خارجية
- حفل توزيع جوائز الأوسكار الحادي والثلاثون على موقع IMDb (الإنجليزية)
- حفل توزيع جوائز الأوسكار الحادي والثلاثون على موقع ميوزك برينز (الإنجليزية)
- الموقع الرسمي لجوائز الأكاديمية.
- الموقع الرسمي لأكاديمية فنون وعلوم الصور المتحركة.
- قناة جوائز الأوسكار على موقع يوتيوب (تُديره أكاديمية فنون وعلوم الصور المتحركة).
- مقتطفات فيديو من أكاديمية فنون وعلوم الصور المتحركة.